# Henry Carrington Bolton

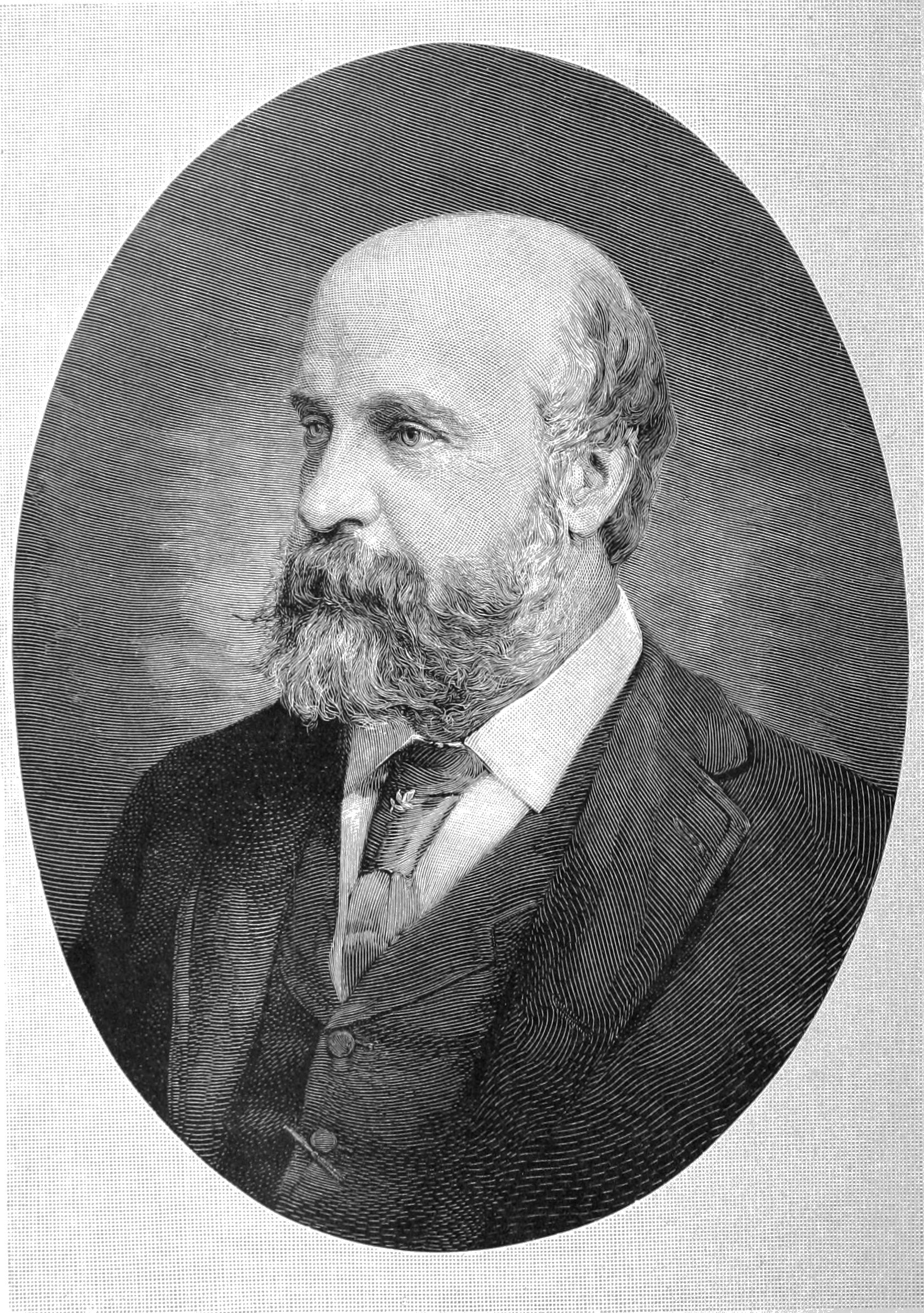

Henry Carrington Bolton (1843-1903) fue un químico estadounidense y bibliógrafo de la ciencia. Fue miembro de numerosas sociedades científicas, quizá más que ningún contemporáneo.
Bolton estudió química con Jean Baptiste Dumas y Charles Adolphe Wurtz en París; con Robert Bunsen, Hermann Kopp, y Gustav Kirchhoff en Heidelberg; con Friedrich Wöhler en Göttingen; y con August Wilhelm von Hofmann en Berlín, y recibió una D. Phil. en Göttingen, por su trabajo llamado “On the Fluorine Compounds of Uranium”.
Bolton publicó grandes bibliografías de química y después de todas las revistas científicas que todavía se utilizan. Él incluyó la alquimia en las listas de la química y enfatizó en la continuidad de la transición.
La Chemical Heritage Foundation dirige la Bolton Society, que lleva el nombre de H.C. Bolton, para apoyar a "los materiales impresos dedicados a la química y ciencias afines" y su Othmer Library of Chemical History en particular.

## Obras
- Catalog of Scientific and Technical Periodicals (1665–1882). 1885.
- A Catalogue of Scientific and Technical Periodicals, 1665-1895. (second edition) 1897. Washington: Smithsonian Institution.
- Evolution of the Thermometer, 1592-1743. Easton, Pensilvania: The Chemical Publishing Company. 1900.
- Select Bibliography of Chemistry (1492–1892). 1892.
- Select Bibliography of Chemistry (1492–1904).
- Scientific Correspondence of Joseph Priestley. Philadelphia: Collins Printing House. 1892.